# 马丁·席勒

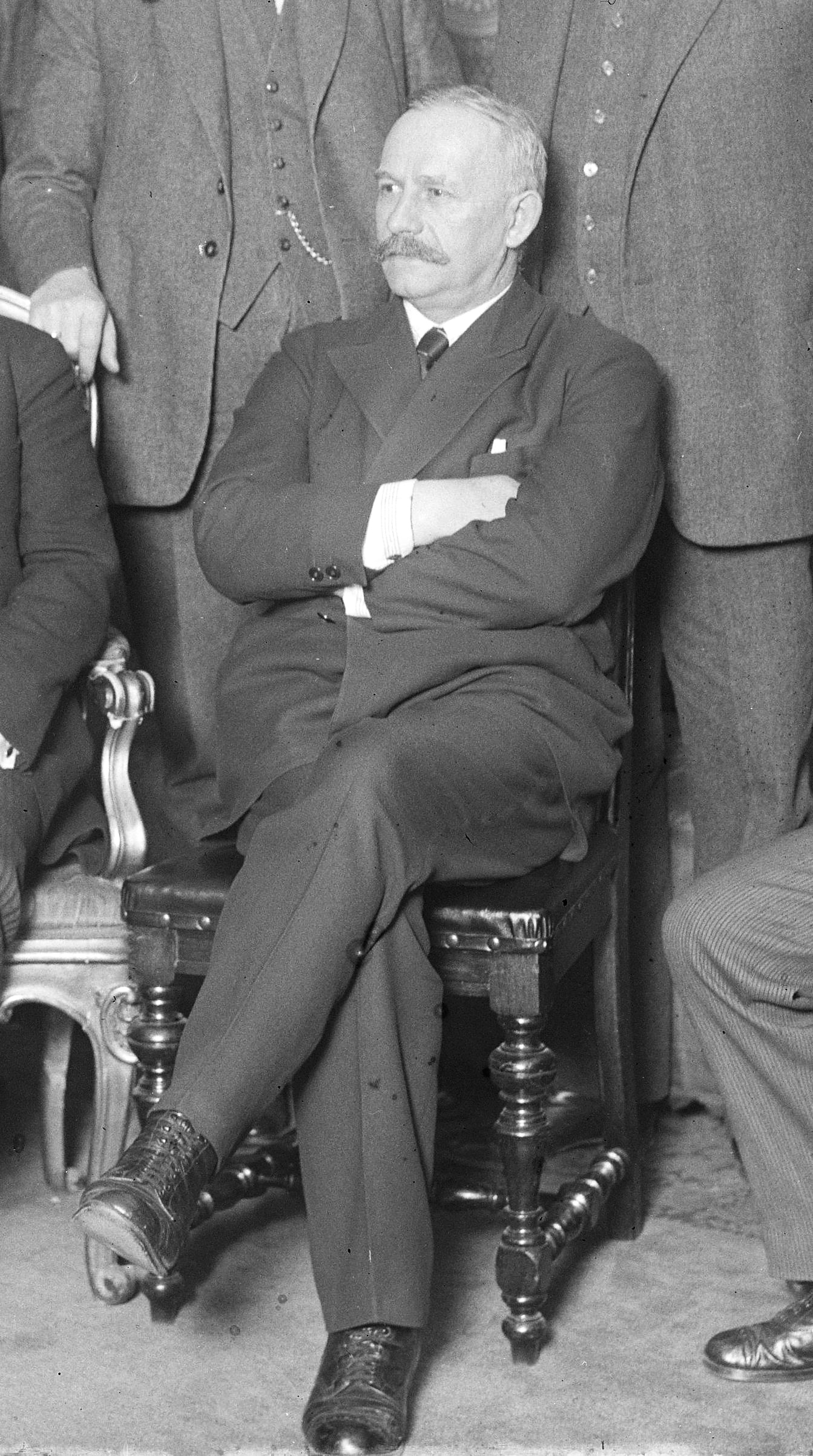
1925年时的席勒

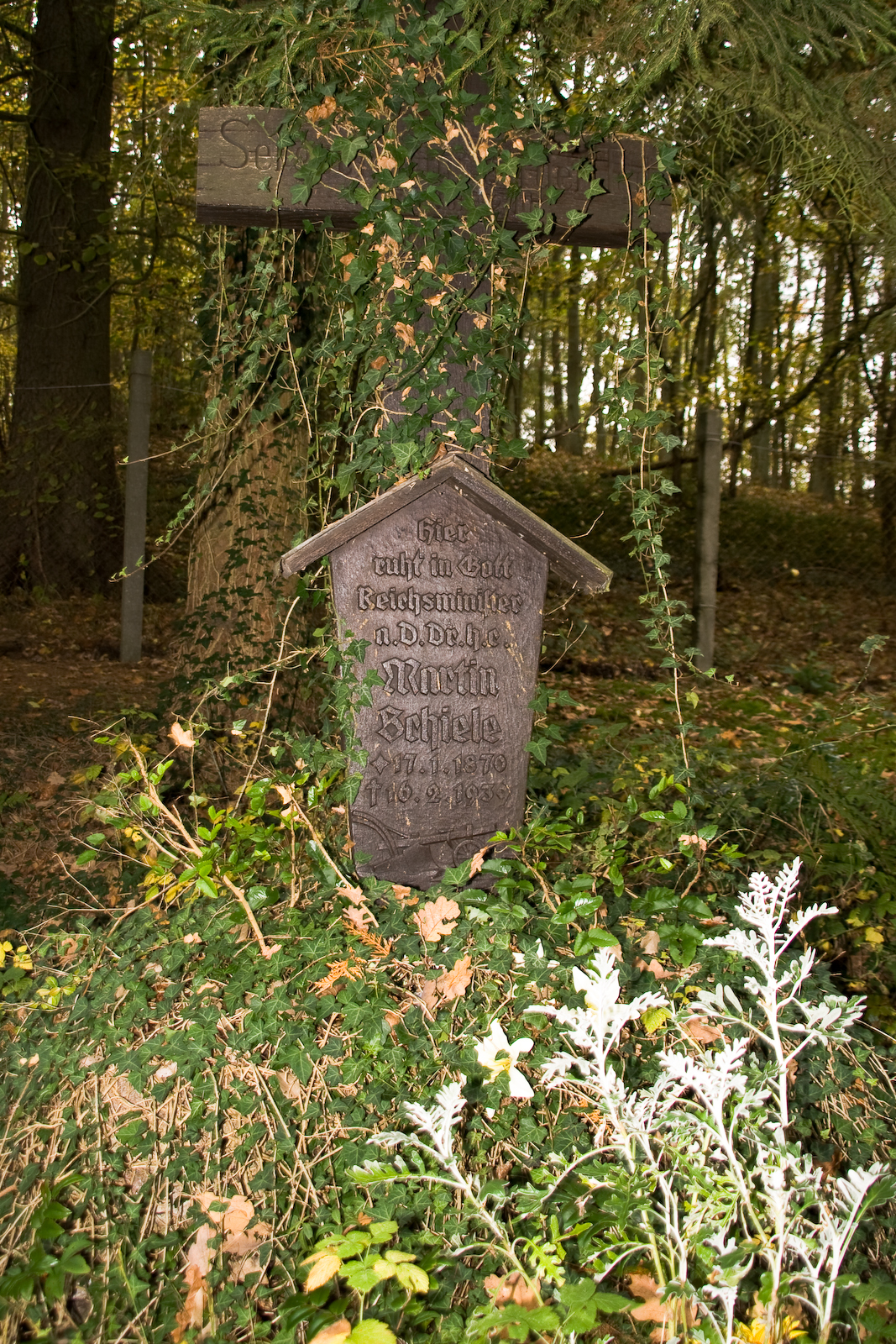
席勒之墓碑

马丁·席勒（1870年1月17日－1939年2月16日）是德国民族主义政治人物。自1918年德国国家人民党成立，到1928年阿尔弗雷德·胡根贝格出任党魁，一直是该党领导层的一员。作为汉斯·路德的联合政府内阁一员，席勒于1925年通过关税，保证了农业和工业保护主义的恢复。1927-28年任粮食部长期间，他赞成将国家信贷作为补贴农业手段之一。
在兴登堡总统劝说下，他回到海因里希·布吕宁内阁中任粮食部长。席勒领导下的农业联盟受到了里夏德·沃尔特·达里的纳粹农业政治机构的批评。1930年德国国会选举后不久，席勒不再担任农业联盟的领导人。其后，出于对党魁阿尔弗雷德·胡根贝格的不满，席勒离开了德国国家人民党，并向保守人民党靠拢。